# 천 번째 남자
천 번째 남자는 2012년 8월 17일부터 10월 12일까지 MBC에서 방송되었던 금요 판타지 시트콤이다.

## 등장 인물

### 주요 인물
- 강예원 : 구미진 역
- 이천희 : 김응석 역
- 전미선 : 구미선 역
- 효민 : 구미모 역

### 그밖의 인물
- 서경석 : 서경석 역
- 박정학 : 박정학 역
- 남우현 : 남우현 역

### 특별출연
- 한설아 : 구미자 역
- 신봉선 : 혜영 역
- 진영 : 청년 민규 역
- 김성규 : 우현 친구 역

## 시청률
아래의 파란색 숫자는 '최저 시청률'이고, 빨간색 숫자는 '최고 시청률'입니다. 시청률조사회사와 지역별로 시청률에 차이가 있을 수 있습니다.
| 회차  | 방송일           | TNmS 시청률    | AGB 시청률     |
| 회차  | 방송일           | 대한민국(전국) | 대한민국(전국) |
| ----- | ---------------- | -------------- | -------------- |
| 제1회 | 2012년 8월 17일  | 7.1%           | 6.7%           |
| 제2회 | 2012년 8월 24일  | 6.1%           | 5.1%           |
| 제3회 | 2012년 8월 31일  | 5.2%           | 3.9%           |
| 제4회 | 2012년 9월 7일   | 5.8%           | 4.6%           |
| 제5회 | 2012년 9월 14일  | 5.2%           | 4.6%           |
| 제6회 | 2012년 9월 21일  | 5.4%           | 4.2%           |
| 제7회 | 2012년 10월 5일  | 4.5%           | 4.5%           |
| 제8회 | 2012년 10월 12일 | 3.4%           | 3.2%           |

## 결방
- 2012년 9월 28일 - 추석특선영화 완득이 편성[3]

## 경쟁 프로그램
- 세대공감 1억 퀴즈쇼 (SBS)
- VJ 특공대 (KBS2)